# Hasanpur
Hasanpur is een stad en gemeente in het district Amroha van de Indiase staat Uttar Pradesh.

## Demografie
Volgens de Indiase volkstelling van 2001 wonen er 53.340 mensen in Hasanpur, waarvan 53% mannelijk en 47% vrouwelijk is. De plaats heeft een alfabetiseringsgraad van 43%.